# 崇信站
崇信站是位于甘肃省平凉市崇信县铜城乡的一个铁路车站，邮政编码744206。车站建于1995年，有宝中铁路经过该站，现办理客运业务，不办理货运业务，车站及其上下行区间均已电气化。车站距离宝鸡站166公里，隶属兰州铁路局固原车务段，是五等站。